# Cornelia Kneppe
Cornelia Kneppe (* 1953) ist eine deutsche Mittelalterhistorikerin.

## Leben
Kneppe studierte von 1972 bis 1978 Geschichte und Germanistik an der Westfälischen Wilhelms-Universität
in Münster mit dem Abschluss des 1. Staatsexamens. Von 1978 bis 1981 war sie als wissenschaftliche Hilfskraft im Projekt „Die Synopse der cluniazenischen Necrologien“ im Sonderforschungsbereich 7 der Westfälischen Wilhelms-Universität beschäftigt und schloss ihr Studium am 19. Juli 1982 in den Fächern mittelalterliche Geschichte, Kunstgeschichte und Archäologie mit einer Dissertation über Anfänge und Entwicklung des Cluniazenserpriorates St.-Martin-des-Champs in Paris (1079–1150) ab. Seit April 1982 ist sie im Referat Mittelalter des Westfälischen Museums für Archäologie des Landschaftsverbandes Westfalen-Lippe angestellt mit dem Aufgabenbereich der Erfassung mittelalterlicher und neuzeitlicher Bodendenkmäler und Bearbeitung der Bauleitplanung.
Zu den Schwerpunkten ihres Forschungsinteresses gehören die Geschichte westfälischer Städte, Abgrenzung von Stadt und Land im Spätmittelalter, mittelalterliche Territorienbildung und Rechtsgeschichte, insbesondere aber die Geschichte und Entwicklung von mittelalterlichen Landwehren.
Sie ist seit 1996 Mitglied der Altertumskommission für Westfalen, seit 2000 ordentliches Mitglied der Historischen Kommission für Westfalen. 2004 erschien die Monographie Die Stadtlandwehren des östlichen Münsterlandes als XIV. Band der Veröffentlichungen der Altertumskommission für Westfalen. Seit 2006 ist sie Mitherausgeberin des Westfälischen Städteatlas im Auftrage der Historischen Kommission und selbst als Bearbeiterin der Städte Gelsenkirchen, Gelsenkirchen-Buer, Gelsenkirchen-Horst, Hallenberg und Medebach tätig geworden.

## Schriften (Auswahl)

### Als Autorin
Aufsätze
- "Geschichte und topographische Entwicklung Telgtes", in: Ausgrabungen und Funde in Westfalen-Lippe 5, 1987, S. 325–342.
- "Die Stadtwerdung von Rheine vor dem Hintergrund der bischöflichen Territorialpolitik", in: Rheine gestern, heute, morgen 20/1, 1988, S. 67–94.
- "Anfänge kirchlichen Lebens im Siegerland. Beitrag zur Pfarrkirchen- und Klosterentwicklung vom 8.-13. Jahrhundert", in: E. Isenberg / U. Reich / H. Wunderlich (Hg.): 750 Jahre Stift Keppel 1239-1989. Beiträge zur Geschichte und Gegenwart, Stift Keppel 1989, S. 10–22; Nachdruck: 750 Jahre Stift Keppel 1239–1989. Die Festvorträge der Wissenschaftlichen Reihe aus dem Jubiläumsjahr 1989, Stift Keppel 1992, S. 7–23.
- "Bühne in alten Karten: Historische Kartographie als Ausgangspunkt der Landes- und Ortsgeschichte", in: K. Hengst / J. Klotz / G. Seehase (Hg.): Piun-Bühne. Kulturgeschichte eines Dorfes in Ostwestfalen, Paderborn 1990, S. 80–98.
- Kneppe, C./H.-W. Peine, "Burg Lipperode – Ein Vorbericht aus historischer und archäologischer Sicht zu den Grabungskampagnen 1985-1987", in: Westfalen 70, 1992, 277–354.
- "Die Bautätigkeit des münsterischen Bischofs Heinrich von Moers (1424-50)", in: Ausgrabungen und Funde in Westfalen-Lippe 8B, 1993, S. 297–311.
- "Historische Aspekte des Medebacher Raumes vor der Stadtwerdung", in: H. Klueting (Hg.): Geschichte von Stadt und Amt Medebach (Hochsauerland), Medebach 1994, S. 47–66.
- "Topographische Entwicklung Medebachs bis 1844", in: H. Klueting (Hg.): Geschichte von Stadt und Amt Medebach (Hochsauerland), Medebach 1994, S. 67–91.
- "Geschichte der Stadt Medebach bis 1500", in: H. Klueting (Hg.): Geschichte von Stadt und Amt Medebach (Hochsauerland), Medebach 1994, S. 139–172.
- "Landwehr und Fehde. Zur Funktion und Entwicklung eines spätmittelalterlichen Wehrsystems", in: Ravensberger Blätter/3. Serie, Bd. 1 (1996), S. 39–54, ISSN 1866-041X.
- "Die Anfänge der Bielefelder Stadtlandwehr", in: Gabriele Isenberg, Barbara Scholkmann (Hg.): Die Befestigung der mittelalterlichen Stadt. Köln/Weimar/Wien 1997, S. 137–164, ISBN 3-412-06797-0.
- "Hallenberg", in: W. Ehbrecht (Hg.): Westfälischer Städteatlas, Lieferung V/4, Münster 1997.
- Kneppe, C./H.-W. Peine, "Die Hüffert. Fränkisch/Karolingische Keimzelle der Stadt Warburg. Weiterführende Ergebnisse zur Grabung Petrikirche", in: D. Bérenger (Hg.): Archäologische Beiträge zur Geschichte Westfalens. Festschrift für Klaus Günther zum 65. Geburtstag, Rhaden 1998, S. 229–248.
- "Das westfälische Landwehrsystem als Aufgabe der Bodendenkmalpflege", in: Ausgrabungen und Funde in Westfalen-Lippe/C, Jg. 9 (1999), S. 139–166, ISSN 0175-6133.
- "Die Geschichte und topographische Entwicklung der Stadt Telgte im Mittelalter", in: W. Frese (Hg.): Die Geschichte der Stadt Telgte, Münster 1999, S. 29–53.
- "Die Stadt Rüthen und ihr Umland", in: W. Bockhorst, W. Maron (Hg.): Geschichte der Stadt Rüthen. Studien und Quellen zur westfälischen Geschichte 37, Paderborn 2000, S. 219–256.
- "Integration und Abgrenzung: Die Entwicklung des Stadtgebietes von Marsberg im Mittelalter", in: Marsberger Heimatbund e.V. (Hg.): Marsberg. Horhusen. Stadtgeschichte aus 11 Jahrhunderten. Marsberg 2000, S. 171–193.
- "Die politische Geschichte des Kreises Soest", in: Führer zu archäologischen Denkmälern in Deutschland 39, Stuttgart 2001, S. 136–150.
- "Medebach", in: W. Ehbrecht (Hg.): Westfälischer Städteatlas, Lief. VII/4, Münster 2001.
- "Wegeführung und Landwehrbau im städtischen Umland: Ein Forschungsschwerpunkt im Fachreferat für Mittelalter- und Neuzeitarchäologie", in: V. Pingel (Hg.): Wege als Ziel. Kolloquium zur Wegeforschung in Münster. 30. November/1. Dezember 2000, Münster 2002, S. 145–156.
- "Rimbeck und sein Dorfrecht. Ein Beitrag zur mittelalterlichen Geschichte des Diemelraumes", in: W. Ehbrecht/A. Lampen/F.-J. Post/M. Siekmann (Hg.): Der weite Blick des Historikers. Einsichten in Kultur-, Landes- und Stadtgeschichte. Peter Johanek zum 65. Geburtstag, Köln/Weimar/Wien 2002, S. 453–474.
- Kneppe, C./E. Treude, "Landwehren in Lippe: Ihre Geschichte und archäologische Erforschung", in: Lippische Mitteilungen 71, 2002, S. 61–91.
- "Horst (Gelsenkirchen)", in: W. Ehbrecht (Hg.): Westfälischer Städteatlas, Lieferung VIII/2, Münster 2004.
- "Zeugnisse unruhiger Zeiten", in: Verband der Landesarchäologen in der Bundesrepublik Deutschland (Hg.): Archäologie in Deutschland,  Stuttgart 2005/2, S. 32–35, ISSN 0176-8522.
- "Gewässer im historischen Umfeld", in: Landschaftsverband Westfalen-Lippe/Westfälisches Museum für Archäologie (Hg.), Gräften. Teiche. Mergelkuhlen, Münster 2005, S. 6–19.
- "Stadtlandwehren im Mittelalter: Von der Schutzanlage zur Verwaltungsgrenze", in: H. G. Horn / H. Hellenkemper / G. Isenberg / J. Kunow (Hg.): Von Anfang an. Archäologie in Nordrhein-Westfalen. Schriften zur Bodendenkmalpflege in Nordrhein-Westfalen 8, Mainz 2005, S. 222–226.
- "Zur Geschichte der Vredener Landwehr", in: H.-W. Peine/H. Terhalle (Hg.): Stift – Stadt – Land. Vreden im Spiegel der Archäologie. Beiträge des Heimatvereins Vreden 69, Vreden 2005, S. 243–260.
- "Straßen und Wege in Mittelalter und Neuzeit", in: Landschaftsverband Westfalen-Lippe/Westfälisches Museum für Archäologie (Hg.), Wege durch die Landschaft, Münster 2006, S. 3–18, ISBN 3-00-018916-5 / ISBN 978-3-00-018916-6.
- "Buer (Gelsenkirchen)", in: W. Ehbrecht (Hg.): Westfälischer Städteatlas, Lief. IX/1, Münster 2006.
- "Quellen – Orte göttlicher Verehrung und menschlichen Alltagslebens", in: LWL-Archäologie für Westfalen, Quellen – Ursprung des Lebens, Münster 2007, S. 12–25, ISBN 978-3-8053-3804-2.
- "Landwehrbau und Landesherrschaft im Amt Limberg", in: Verein zur Erhaltung der Burgruine Limberg e.V. Preußisch Oldendorf, Preußisch Oldendorf 2007, S. 94–114.
- "Landwehren im Schnittpunkt von Archäologie und Landesgeschichte", in: Landschaftsverband Westfalen-Lippe/LWL-Archäologie für Westfalen (Hg.), Landwehren – Von der mittelalterlichen Wehranlage zum Biotop, Münster 2007, S. 3–19.
- Goch, St./C. Kneppe, "Gelsenkirchen", in: C. Kneppe / M. Siekmann (Hg.): Westfälischer Städteatlas, Lieferung X/3, Münster 2008.
- "Archäologische Schätze im Wald", in: Landschaftsverband Westfalen-Lippe/LWL-Archäologie für Westfalen (Hg.), Geheimnisvolle Orte – Große und kleine Wälder, Münster 2008, S. 13–31.
- "Burgen und Städte als Kristallisationspunkte von Herrschaft zwischen 1100 und 1300", in: H. Klueting (Hg.): Das Herzogtum Westfalen: Das kurkölnische Herzogtum Westfalen von den Anfängen der kölnischen Herrschaft im südlichen Westfalen bis zur Säkularisation 1803 (Bd. 1), Münster 2009, S. 203–234.
- "Horneburg", in: Historische Kommission für Westfalen/Institut für Städtegeschichte (Hg.): Westfälischer Städteatlas, Lieferung XI/2, Münster 2010.
- "Zur Geschichte der Landwehren in Stadt und Amt Dülmen", in: St. Sudmann (Hg.): Geschichte der Stadt Dülmen, Dülmen 2011, S. 751–762.
- Kneppe, C./W. Wintzer, "Raumland, Archäologie und Geschichte einer Pfarrkirche der ehemaligen Grafschaft Wittgenstein", in: Wittgenstein. Blätter des Wittgensteiner Heimatvereins 75/2, 2011, S. 47–62.
- "Die Entwicklung der Horneburg vom adligen Herrschaftszentrum zum erzbischöflich-kölnischen Verwaltungsmittelpunkt", in: W. Freitag/W. Reininghaus (Hg.): Burgen in Westfalen. Wehranlagen, Herrschaftssitze, Wirtschaftskerne (12.-14. Jahrhundert), Münster 2012, S. 195–212.

Monographien
- Heintz, C., Anfänge und Entwicklung des Cluniazenser-Priorates St.-Martin-des-Champs in Paris (1079-1150), Diss. Münster 1982.
- Die Stadtlandwehren des östlichen Münsterlandes (Veröffentlichungen der Altertumskommission für Westfalen; Bd. 14). Aschendorff, Münster 2004. ISBN 3-402-05039-0.

### Als Bearbeiterin
- Landwehren. Von der mittelalterlichen Wehranlage zum Biotop. Landschaftsverband Westfalen-Lippe, Münster 2007.